# Жандов, Захари
Заха́ри Ко́стов Жа́ндов (болг. Захари Костов Жандов; 1 октября 1911, Русе, Болгария — 1 февраля 1998, София, Болгария) — болгарский кинорежиссёр, сценарист и оператор. Народный артист НРБ.

## Биография
Учился в свободном университете сначала на математическом факультете, потом на административном в Университет национального и мирового хозяйства. Работал фотографом. Снялся в кино, но потом сам стал режиссёром, писавшем сценарии к своим картинам. Был художественным руководителем Экспериментальной студии.

Член жюри VI Московского международного кинофестиваля.

## Избранная фильмография

### Режиссёр
- 1946 — Люди среди облаков / Хора сред облаците (д/ф)
- 1951 — Тревога / Тревога
- 1954 — Герои сентября / Септемврийци
- 1956 — Земля / Земя (по Елину Пелину, в советском прокате «Брак по расчёту»)
- 1959 — За горизонтом / Отвъд хоризонта
- 1964 — Чёрная река / Черната река
- 1964 — Пробуждённый после столетий / Разбудени след векове
- 1967 — Шибил / Шибил (по Елину Пелину)
- 1971 — Птицы прилетают / Птици долитат (в советском прокате «К нам прилетают птицы»)
- 1980 — Боянский мастер / Боянският майстор

### Сценарист
- 1964 — Пробуждённый после столетий / Разбудени след векове
- 1967 — Шибил / Шибил
- 1971 — К нам прилетают птицы / Птици долитат
- 1980 — Боянский мастер / Боянският майстор

### Оператор
- 1951 — Тревога / Тревога

## Награды
- 1951 — приз Кинофестивале в Карловых Варах («Тревога»)
- 1951 — Димитровская премия
- 1954 — приз Кинофестивале в Карловых Варах («Герои сентября»)
- 1957 — номинация на приз Золотая пальмовая ветвь 10-го Каннского кинофестиваля («Земля»)
- 1959 — Димитровская премия
- ? — Заслуженный артист НРБ
- 1971 — Народный артист НРБ
- 1975 — Герой Социалистического Труда